# فروهنلاخ
فروهنلاخ (به آلمانی: Frohnlach) یک منطقهٔ مسکونی در آلمان است که در ابرسدورف بای کوبورگ واقع شده‌است. فروهنلاخ ۲٬۰۰۰ نفر جمعیت دارد.